# Henri-Émile Bazin
Henri-Émile Bazin (Nancy, 10 de janeiro de 1829 — Chenôve, 7 de fevereiro de 1917) foi um engenheiro francês.
Foi especialista em engenharia hidráulica.

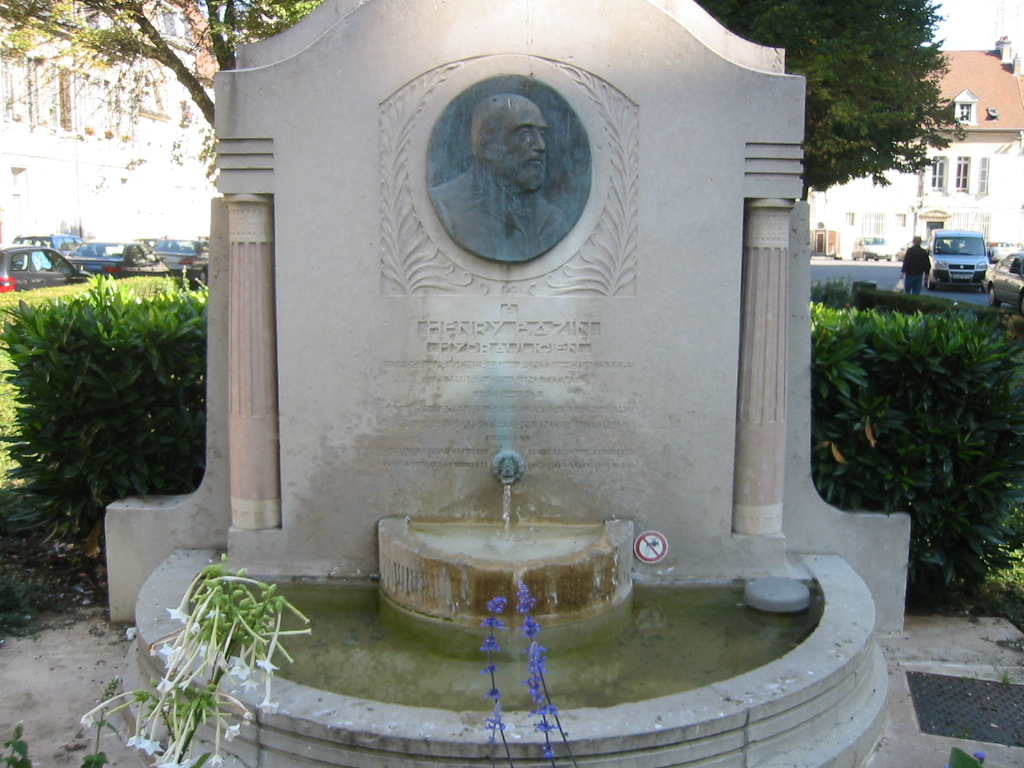
Fonte Henry Bazin, Place Saint Michel, Dijon

## Publicações selecionadas
- Henry Darcy, Henri Bazin, "Recherches hydrauliques entreprises par M. Henry Darcy continuées par M. Henri Bazin. Première partie. Recherches expérimentales sur l'écoulement de l'eau dans les canaux découverts," Paris, Imprimerie impériale, 1865.
- Henry Darcy, Henri Bazin, "Recherches hydrauliques entreprises par M. Henry Darcy continuées par M. Henri Bazin. Deuxième partie. Recherches expérimentales relatives au remous et à la propagation des ondes," Paris, Imprimerie impériale, 1865.